# موتور حاجی خدابخش (دلگان)
موتور حاجی خدابخش یک منطقهٔ مسکونی در ایران است که در دهستان جلگه چاه هاشم واقع شده‌است.